# 서울 원서동 고희동 가옥
서울 원서동 고희동 가옥(서울 苑西洞 高羲東 家屋)은 서울특별시 종로구 원서동에 있는 건축물이다. 2004년 9월 4일 대한민국의 국가등록문화재 제84호로 지정되었다.

## 등록 사유
원서동 가옥은 목조 기와집으로 화가 고희동 선생이 살던 곳이다. 이 가옥을 통해 우리나라 최초의 서양화가로서 후진을 양성하고 근대적 미술단체인 서화협회를 이끄는 등 화단을 형성하고 이끌어나간 미술행정가로서 높이 평가받고 있는 고희동 선생의 체취를 느낄 수 있다.

## 같이 보기
- 고희동

## 참고 자료
- 서울 원서동 고희동 가옥 - 국가유산청 국가유산포털